# Simira grazielae
Simira grazielae är en måreväxtart som beskrevs av Ariane Luna Peixoto. Simira grazielae ingår i släktet Simira och familjen måreväxter. Inga underarter finns listade i Catalogue of Life.